# Asbest

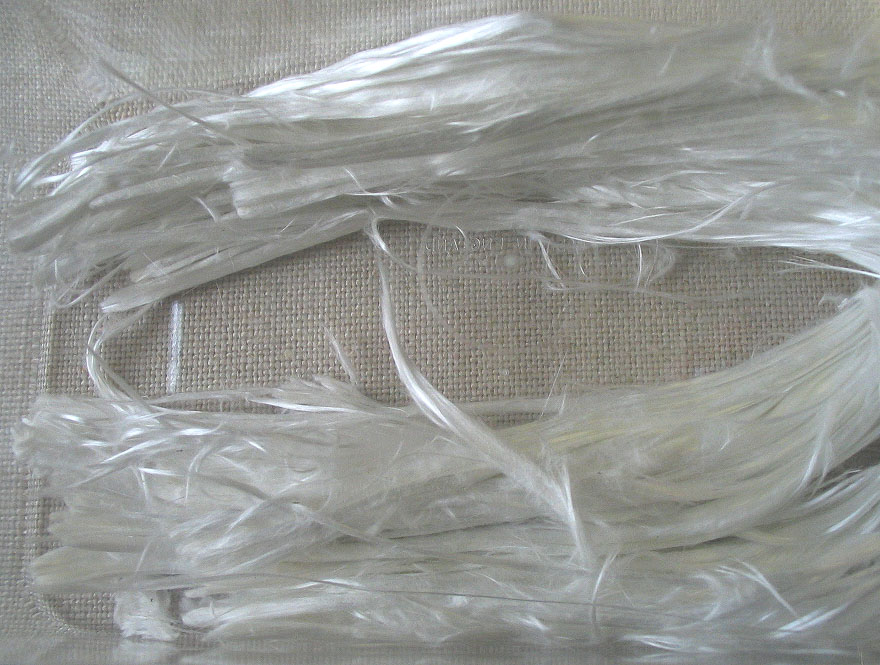
Asbestfibrer

Asbest är en samlande beteckning för sex naturligt förekommande, fiberartade silikatmineraler: (amosit, krysotil, krokidolit, tremolit, aktinolit och antofyllit) som förekommer naturligt i jordskorpan. Detta oorganiska mineral har historiskt brutits i stor skala, och de största producenterna idag är Ryssland (främst i Uralbergen och i republiken Tuva), Kina, Kazakstan. Tidigare var även Kanada och Brasilien. stora producenter, men Brasilien förbjöd asbest 2017. Kanada, som historiskt var en av världens absolut största producenter av asbest, införde ett totalförbud som trädde i full kraft den 30 december 2018.Asbest är förbjudet inom hela EU sedan 2005 då det kan orsaka lungfibros och olika cancerformer.

## Namnet
Ordet "asbest" kommer från klassisk grekiska: ἄσβεστος, som betyder "osläckbar" eller "outsläcklig".

## Egenskaper
Asbest har använts sedan lång tid tillbaka. Exempelvis förekommer det specifik asbestkeramik från Finland som dateras till cirka 3900 f.Kr.–1300 f.Kr. Materialet har många värdefulla tekniska egenskaper, som hög mekanisk hållfasthet och smidighet, hög termisk isoleringseffekt, goda brandskyddande egenskaper, god ljud- och värmeisolerande förmåga samt hög kemisk beständighet. Genom dessa egenskaper kom asbest att få stor användning i bygg- och byggnadsämnesindustrin under 1900-talet. Asbest har använts som brandskydd i bland annat stålkonstruktioner, ventilationsanläggningar, soprum och andra lokaler av många slag. Som värmeisolering har asbest installerats i rör och värmepannor, bullerdämpning och armering i skivor, kanaler och golvplattor, i underskikt till plastmattor, i färger och plaster och i fix och fog till kakel. Asbest har också använts i fordonsindustrin som friktionsmaterial med slitstarka egenskaper i tillverkning av bromsar.
Asbestmaterial bildar vid mekanisk påverkan med lätthet fibrer som hålls svävande i luft som damm. Dammet och dess ingående partiklar kan vid inandning tas upp i luftvägar och lungvävnad och där påverka och även skada kroppsvävnad som de kommer i kontakt med. Yrkesmässig användning av asbest och asbesthaltiga produkter är förbjuden i många länder, i Sverige sedan 1982 och i EU sedan 2005.

## Asbest i och utanpå byggnader
Asbest har haft omfattande användning som byggmaterial. På grund av dess omfattande tidigare användning kan asbest finnas kvar på många håll i lokaler i äldre byggnader, där materialet installerats. Detta innebär risk för att rivningsarbetare, VVS-installatörer, elektriker, snickare, golvläggare, takläggare, städpersonal och fastighetsskötare exponeras för asbesthaltigt damm.
Eternit-skivor av asbestcement användes på husfasader i Sverige. Dessa fasader är nästan "eviga" vilket namnet eternit syftar på, då de inte påverkas nämnvärt av väder och vind. Ibland har man målat dessa skivor, men vanligen har skivorna haft kvar sin grå naturliga färg. Vid renovering av hus, som är klädda med sådana skivor, måste experter som använder rätt skyddsutrustning utföra arbetet. När skivorna tas loss från underlaget, kan varje skada på materialet göra att asbestfibrer sprids i den omgivande luften. Det är tillåtet för en privatperson att utföra arbetet själv, men inte att anlita någon personal som inte har tillstånd för det. Vissa husägare har i stället för att ta bort fasadbeklädnaden låtit den sitta kvar och täckt över den med isolering och träpanel.[källa behövs]
Eternit har även använts till ventilationskanaler och det är inte ovanligt att 1940- och 1950-talshus har frånluftskanaler i eternit. Även pannrum och garage har ofta eternit som brandskydd i taket och eternitskivor kan även sitta monterade på väggen bakom elcentraler. Gamla pannor och varmvattenrör är ofta isolerade med asbest. I varmvattenrören finns asbest oftast i krökar och ändavslut. Asbest har även använts i asfaltlim, sannolikt för att minska den alkalina påverkan från betongen på golvmattan. Det har även använts som armering i äldre golvplattor och PVC-mattor men sällan i linoleummattor. Man kan även hitta asbest i gammal kakelfix och i kakelfogar. Asbest användes också som skruvpluggmassa, innan skruvpluggar av plast slog igenom. Man har även använt asbest som tätning i skarvar på gamla ventilationskanaler. 
Under 2000-talet har risken för att asbest åter ska användas i sammansatta byggnadsmaterial i till exempel golv-, mark- och väggplattor ökat, då allt mer byggnadsmaterial importeras från Kina. Kina har sedan länge varit en stor importör av asbest från Ryssland, bland annat för användning i byggnadsmaterial.

## Asbest i fordon och fartyg
Äldre fartyg har ofta omfattande mängder asbestisolering både i skrov och runt maskininstallationer. I samtliga typer av fordon, till exempel bilar, lastbilar, tåg med mera, har asbest används i bromsbackar, bromsband och bromsklossar. Produktionen av asbesthaltiga bromsdetaljer pågick i Sverige fram till slutet av 1980-talet i Bromsbandsfabriken i Långsele. På slutet var det främst tunga fordon och järnvägsvagnar som fortfarande använde bromsdetaljer med asbest.
Motorpackningar och flänspackningar för rörinstallationer producerade i Asien kan fortfarande innehålla asbest.

## Asbest i markledningar
Ända fram till slutet av 1970-talet användes rör av asbestcement vid byggande av nya ledningar för kommunala distributionssystem för färskvatten. Huvudsakligen handlade det om grövre huvud- och distributionsledningar. Tillgänglig statistik visar att 1–2 procent av det kommunala vattenledningsnätet fortfarande[när?] består av asbestcementledningar. Fibrer från rören kan komma att tillföras dricksvattnet på två vägar - dels korrosion orsakad av aggressivt vatten, dels av mekanisk nötning. Så länge rören är hårda eller täckta av till exempel utfällningar från vattnet kan inga asbestfibrer lossna.
Det finns inga vetenskapliga studier som visar att asbest i dricksvattnet orsakar hälsorisker. Sveriges kommuner känner väl till vilka delar av ledningsnäten som består av asbestcementrör. De ledningssträckor som skadats eller riskerar invändig korrosion renoveras rutinmässigt eller byts successivt ut. 
Under 1960- och 1970-talen användes även asbestcementrör även i fjärrvärmekulvertar i vilka själva värmeledningen sedan är dragen.

## Hälsoeffekter
Asbest är helt ofarligt när det sitter fast eller är inkapslat. Det är först när material innehållande asbest börjar bearbetas som fibrer kan frigöras och bilda ett damm som vid inandning kommer in i kroppens luftvägar. Asbestfibrers hälsoeffekter bestäms av materialets egenskaper såsom typ av asbestmineral, fibrernas eller partiklarnas storlek och beständighet i kontakt med människokroppens försvarsmekanismer. Fibrer som är grövre än 5 mikrometer orsakar, beroende på vilka andra komponenter som finns på fibrerna, effekter på hud, ögon och övre luftvägar. Fibrer som är tunnare än tre mikrometer i diameter betecknas som respirabla fibrer innebärande att de vid inandning kan komma djupt in i andningsvägarna och där fastna i de minsta luftrören och till slut i själva lungblåsorna.
Asbestfibrer kan tränga djupt ned i lungvävnad även om fibrerna är långa, upp till 100 mikrometer. Asbestfibrernas tjocklek utgör däremot en begränsning av deras förmåga att tränga djupt in i andningsvägar. Benägenheten att fångas upp i hals, svalg och övre andningsvägar avtar snabbt vid fiberdiametrar under tre mikrometer. Vid kontakt med luftrörens slemhinnor och lungvävnad utlöser asbestfibrer en bindvävsbildning som utgör en viktig beståndsdel i utvecklandet av en vävnadsreaktion som kan komma att bli utbredd och orsaka sjukdom.
De olika slagen av asbest kan variera i sin potentiellt biologiska aktivitet och därmed sina sjukdomsframkallande egenskaper. Krokidolit och amosit bedöms vanligen som mera biologiskt aggressiva och därmed sjukdomsframkallande än till exempel krysotil och antofyllit.
I omfattande genomgångar av den vetenskapliga bevisningen vad gäller hälsorisker orsakade av exponering för asbestfibrer har konstaterats att alla former av asbest kan orsaka asbestos, lungcancer, mesoteliom och andra sjukdomar. Dessa genomgångar har varit ingående och omfattat vetenskapliga rapporter från kunskapsdisciplinerna epidemiologi, toxikologi, yrkeshygien, biologi, patologi, kemi och mineralogi med flera. En fråga som länge varit kontroversiell har gällt i vilken utsträckning krysotil, utgörande mineral som genererar så kallade serpentina asbestfibrer har cancerframkallande egenskaper på samma sätt som asbestmineral hörande till så kallade amfibola slag av asbest.

## Sjukdomar orsakade av asbestexponering

### Asbestos
Asbestos är en diffus infiltration av lungvävnaden med bindvävsfibrer – så kallad fibros – som bildas och är orsakad av asbestfibrer som fastnar i luftvägar och lunga. Asbestos uppkommer som regel efter flerårig exponering för relativt höga lufthalter av asbestfibrer. Den fibrotiserande omvandlingen och infiltrationen av bindväv i lungvävnaden påverkar lungfunktionen genom att den inskränker lungans elasticitet.
Symtomen kan vara andtäppa och torrhosta. Förändringen av lungpåverkan är utdragen i tid och kan orsaka att personer som utvecklar asbestos diagnosticeras relativt sent i sjukdomsförloppet. Diagnosen ställs med röntgenundersökning av lungorna och mätning av lungfunktion.
Exponeringar på den höga nivå som orsakar asbestos förekommer knappast längre i Sverige eftersom användning av asbest är förbjuden sedan 1982. Invandrade personer kan dock ha varit exponerade före ankomst till Sverige vilket gör att i befolkningen och i arbetslivet kan finnas personer som ådragit sig en asbestos.

### Pleuraplack
Detta är benämningen på välavgränsade områden av kollagenrik bindväv som bildas i lungsäcken, som är den säckliknande struktur med två blad som innesluter lungan. Pleuraplack bildas som regel i lungsäckens yttre blad (det så kallade parietala lungsäcksbladet), ofta mot bröstkorgsväggen. Den är alltså inte belägen i lungvävnaden. Pleuraplacken diagnosticeras vid röntgenundersökning av lungorna. Pleuraplack är lokala förändringar av lungsäcksvävnad orsakad av inandade asbestfibrer. Denna vävnad benämns mesotel. Den förblir vanligen oförändrad och leder endast undantagsvis till hälsokonsekvenser. Allmänt betraktas den som en godartad vävnadsförändring.

### Diffus lungsäcksförtjockning
Denna förändring består av en diffus förtjockning med inlagring av så kallad fibrohyalin vävnad i lungsäckens inre blad, benämnt lungsäckens viscerala blad. Förändringen är orsakad av inandade asbestfibrer. Den utgår från det lungsäcksblad som omger lungvävnaden. Förtjockningen kan breda ut sig och växa samman med bindvävsförändring som kan finnas i lungvävnaden. När detta inträffar kan förändringen i allvarliga fall leda till inskränkning i lungfunktionen. Detta inträffar dock sällan.

### Lungcancer
Inandning av asbestfibrer kan ge upphov till lungcancer (bronkialcancer). Risken är beroende av hur omfattande exponeringen varit och dess varaktighet. Som ofta är fallet vid miljöorsakad cancersjukdom uppkommer den sjukliga vävnadsförändringen med 15 – 20 års fördröjning. Tobaksrökning utgör på samma sätt en riskfaktor för lungcancer. Då rökning och exponering för asbestfibrer förekommer samtidigt förstärker dessa faktorer varandras effekt och kan orsaka en större höjning av risken för lungcancer än den som vardera riskfaktorn för sig.

### Mesoteliom
Mesoteliom är synnerligen elakartade tumörer som utgår från lungsäcks- eller bukhinnevävnad. Det är en statistiskt sett ovanlig tumörsjukdom. Årligen diagnosticeras i Sverige för närvarande cirka 100-talet fall. De kan uppträda i lungsäcken och även i bukhålan hos personer som varit exponerade. Fördröjningstiden – den så kallade latenstiden – mellan exponering och mesoteliomets framträdande är lång, upp mot 25 – 35 år. Till skillnad från lungcancer har mesoteliom inget samband med tobaksrökning. Till övervägande del är de fall av mesoteliom som diagnosticeras idag orsakade av exponering för asbestfiber.

## Asbestexponering som orsak till elakartade tumörer
Asbestexponering som orsak till elakartade tumörer i andningsvägar och bukhåla hade redan under början av 1970-talet visats av Irving Selikoff, New York (USA) i uppföljningar av stora kohorter av varvsarbetare i New York. I dessa studier framkom också mycket tydligt den ytterligare riskökning som orsakades av asbestexponering hos dem som samtidigt var tobaksrökare. Dessa studier kom att ofta åberopas i den debatt som efterhand ledde till att den kritiska effekten av yrkesmässig asbestexponering, som tidigare allmänt ansetts vara dammlunga – specifikt med diagnosen ”Asbestos” - övergick till att i stället vara elakartad tumör, främst lungcancer och mesoteliom.  Detta har i många länder och internationella organisationer inneburit ett paradigmskifte i synen på förebyggande arbete med konsekvenser för utformningen av arbetarskyddsregler och övervakningen av deras tillämpning. Selikoff hör till de vetenskapsexperter som redan tidigt satte frågorna om effektiv asbestprevention på länders och internationella organisationers dagordning som en utmaning för arbetarskydd och folkhälsa.
Alltsedan början av 1970-talet har förts en omfattande vetenskaplig debatt om alla slag av asbestmineral har likadana tumörframkallande egenskaper. Under lång tid har debatten inriktats på frågan huruvida fibrer härrörande från asbestmineralet krysotil har cancerframkallande potential eller egenskaper som är mindre farliga än fibrer av asbestmaterialen amosit, tremolit, krokidolit och antofyllit. I den frågan har funnits skiljaktiga bedömningar både mellan och inom berörda länder. Dessa skillnader kan förklara skillnader i de riskvärderingar som gjorts av länder i val av strategier och metoder i reglering av frågor om arbetarskydd och folkhälsa och behov av prevention.

## Internationella ställningstaganden
Världshälsoorganisationen (WHO) antog genom resolution ett uttalande om åtagande att tillsammans med länderna verka för eliminering av alla asbestrelaterade sjukdomar i fullföljande av:
- Uppmärksammandet att det mest effektiva sättet att eliminera asbestrelaterade sjukdomar är att upphöra med all användning av alla slag av asbest
- Tillhandahållande av information om ersättande av asbest med material som är förenad med lägre risk och genom framtagande av ekonomiska och tekniska lösningar och metoder som stimulerar till sådana ersättningar
- Att vidta åtgärder för att förebygga exponering för tidigare installerat asbestmaterial och för exponering vid avlägsnande av sådant material.
- Att förbättra metoder för tidig diagnos, behandling och social respektive medicinsk rehabilitering vid asbestrelaterade sjukdomar och att inrätta registrering av personer som tidigare varit eller för närvarande är exponerade för asbest.
- Att alla medlemsländer upphör att använda asbest från och med 1 januari 2006.

Internationella arbetsorganisationen (ILO) beslöt 1986 att anta en konvention om säkerhet i användning av asbest. Konventionen trädde i kraft i juni 1989. Denna konvention innefattade metoder för förebyggande av asbestorsakade sjukdomar genom beslut på nationell nivå om dels tekniska-arbetshygieniska kontrollåtgärder, dels förbud eller annan reglering av användning av asbest som råvara eller arbetsmaterial. 
I ett uppföljande beslut av konventionen antog ILO 2007 resolutioner om att:
1. Eliminering av all framtida användning av asbest och identifiering och omhändertagande av tidigare installerad asbest utgör de mest effektiva sätten att skydda arbetare för asbestexponering och i förebyggande av framtida asbestrelaterade sjukdomar och dödlighet
2. ILO-konventionen om Asbest antagen 1986 skall i framtiden inte användas till ett berättigande av eller stöd till fortsatt användning av asbest

Tiden mellan dessa två grundläggande ställningstaganden är 21 år. Förändringen innebar att ILO lämnade sin tidigare föreställning om asbestmineral som möjlig att hantera på en exponeringsnivå som innebar ett minimum av risk för att i stället övergå till att se asbestmineral som en råvara och material som efterhand bör utgå och ersättas.

Styrelsen för Internationella arbetsmiljökommissionen (ICOH) offentliggjorde i december 2013 ett uttalande med följande sammanfattande inledning: 
”ICOH (eng. International Commission on Occupational Health) kräver ett globalt förbud mot utvinning, försäljning och användning av alla slag av asbestmineral och eliminering av asbestorsakade sjukdomar. För att nå målet att eliminera sjukdomar som är relaterade till exponering för asbestfibrer uppmanar vi vart och ett enskilt land att genomföra ett totalt förbud för all produktion och användning av asbest. Vi uppmanar även kompletterande ansträngningar vilka syftar till primär, sekundär och tertiärförebyggande av asbest-relaterad sjukdom genom utarbetande av för varje land egna nationella program för eliminering av asbestorsakade sjukdomar i enlighet med vägledande dokument utarbetade av Världshälsoorganisationen (WHO) och den internationella arbetsorganisationen (ILO).”
Europeiska unionen (EU) antog 1999 ett direktiv innebärande förbud att marknadsföra asbest eller använda produkter/varor innehållande krysotil asbest. Enligt direktivet förpliktigades medlemsstaterna att senast den 1 januari 2005 införa direktivets krav i de nationella regelsystemen. I mars 2013 antog Europaparlamentet med stor majoritet en resolution om ”Asbestrelaterade arbetsmiljöhot och utsikterna att utplåna all existerande asbest”. Europaparlamentet har med detta ställt sig på en handlingslinje som verkar för en avveckling av användning av asbest.
Alla nordiska länder har förbud om användande av asbest. Dessa förbud infördes 1972 i Danmark, 1982 i Sverige, 1983 på Island, 1984 i Norge och 1992 i Finland. I de nordiska länderna har införandet av vissa undantagsregler inneburit en övergång till en utfasning av asbestanvändning och en process där asbest efterhand byts ut mot annat material eller annan teknik.
I USA beslöt den federala myndigheten Environmental Protection Agency (EPA) 1989 om ett successivt införande av förbud mot import, bearbetning och distribution av produkter innehållande asbest. En federal domstol inhiberade EPA:s beslut 1991, och en begäran om förnyad prövning av inhibitionsbeslutet avvisades i oktober 2011 av den juridiska prövningsinstansen US Fifth Court of Appeals. Avsikten med den av EPA föreslagna avvecklingen av användningen av asbest var ett förslag till en övergång från en policy av säker användning av asbest (”Safe Use of Asbestos”) till en linje präglad av förbud och utfasning (”Asbestos Ban and Phase-out Rule”). Detta innebär att i USA har inte införts generellt gällande förbud mot användning av asbest. Det finns dock strikta regler för användning asbest för vissa speciella ändamål vilka reglerats vid tidpunkt som föregick det i domstol fattade beslutet 1991 att inhibera EPA förslag till reglering av asbestanvändning. 
I följande asbestproducerande länder har man inte infört några restriktiva åtgärder syftande till förbud mot användning av asbest: Kina, Indonesien, Kazakstan, Ryssland, Sri Lanka, Thailand, Uzbekistan, och Vietnam.

## Regelsystemet i Sverige
Användningsförbud gäller för arbete i Sverige med asbesthaltigt material och produkter sedan 1982. Undantag från förbudet kan efter anhållan och prövning av Arbetsmiljöverket beviljas. Tillstånd kan beviljas för viss tid eller för visst arbete och vara förenat med villkor. För arbete med asbest och asbesthaltigt material som installerats innan nämnda förbud trädde i kraft gäller krav på Arbetsmiljöverkets tillstånd. För rivningsarbete gäller tillståndskrav enligt Arbetsmiljöverkets föreskrifter.

## Sanering av asbest
Eftersom hantering av asbest innebär hälsorisker finns strikta regler för hur det skall gå till att ta hand om asbestmaterial. Vid rivning, renovering och ombyggnad av hus, anläggning eller båt har fastighetsägaren eller den som svarar för verksamheten att se till att området där asbest förekommer saneras.
Inför en renovering är det klokt att göra ett test av materialet innan, så vet man om materialet innehåller asbest eller ej. Ett sådant test tar inte mer än 1-3 dagar. Skyddskläder och andningsmask skall alltid användas vid arbete med asbest, även vid arbete utomhus. Arbetsmiljöverket rekommenderar en halvmask med partikelfilter P3. Kläder skall förvaras utomhus och skall kasseras efter arbetets slut. De läggs i påsar som försluts noggrant och förses med varningstext för asbest. Det är även viktigt att tvätta händerna efter arbetet. 
Det kan vara bra att veta att man inte ska dammsuga upp asbestfibrer i en vanlig hushållsdammsugare i tron att man då städar bort fibrerna utan risken är stor att de går igenom dammsugaren och istället sprids i bostaden. Ett bättre sätt är att före bearbetning vattenbegjuta området, så för att minska dammbildning, samt efter bearbetning torka upprepade gånger med fuktig trasa. Vid professionell asbestsanering används dammsugare med speciella filter anpassade till asbestfibrer.
I många länder finns ett omfattande regelverk som reglerar hur asbestsanering ska ske. I Sverige ska arbeten för sanering/rivning/borttagande av asbest bedrivas enligt Arbetsmiljöverkets föreskrifter.
Asbest som är installerad i byggnad eller teknisk anordning får hanteras endast efter tillstånd av Arbetsmiljöverket. (Om tidsåtgången vid enstaka rivningsarbeten understiger en mantimme behövs inte Arbetsmiljöverkets tillstånd och inte heller vid nedmontering av asbesthaltiga bromsbelägg, friktionselement eller asbesthaltiga packningar). Ansökan om tillstånd skall lämnas in av den arbetsgivare vars arbetstagare skall utföra arbetet.
Rivning kan påbörjas när rivningstillstånd erhållits och information lämnats till Arbetsmiljöverket om när och hur rivningen ska ske. På arbetsplats där rivning utförs ska handlingar finnas om: 
- Arbetsmiljöverkets beslut om tillstånd
- Hanterings- och skyddsinstruktioner anpassade för rivningsarbetet
- Bevis om asbestutbildning för dem som leder och för dem som deltar i arbetet
- Intyg om medicinska kontroller (tjänstbarhetsintyg) för dem som deltar i rivningsarbetet.
- Hanterings- och skyddsinstruktioner anpassade till det aktuella arbetet

## Etymologi
Ursprungligen fick mineralet namnet amiant av det grekiska ordet ἀμίαντος (amíantos) i betydelsen obefläckad, då mineralet kunde motstå att fläckas av eld och alltså var obrännbart. Vissa texter från antikens Grekland antyder att den eviga elden på Akropolis brann med ljusvekar som tillverkades av asbest.
Senare kom den romerske författaren Plinius att förväxla ordet för obrännbar med det grekiska ordet ἄσβεστος (outsläcklig) som Dioskorides hade använt för att beteckna osläckt kalk.